# Bernhard Schmid (Organist, 1535)

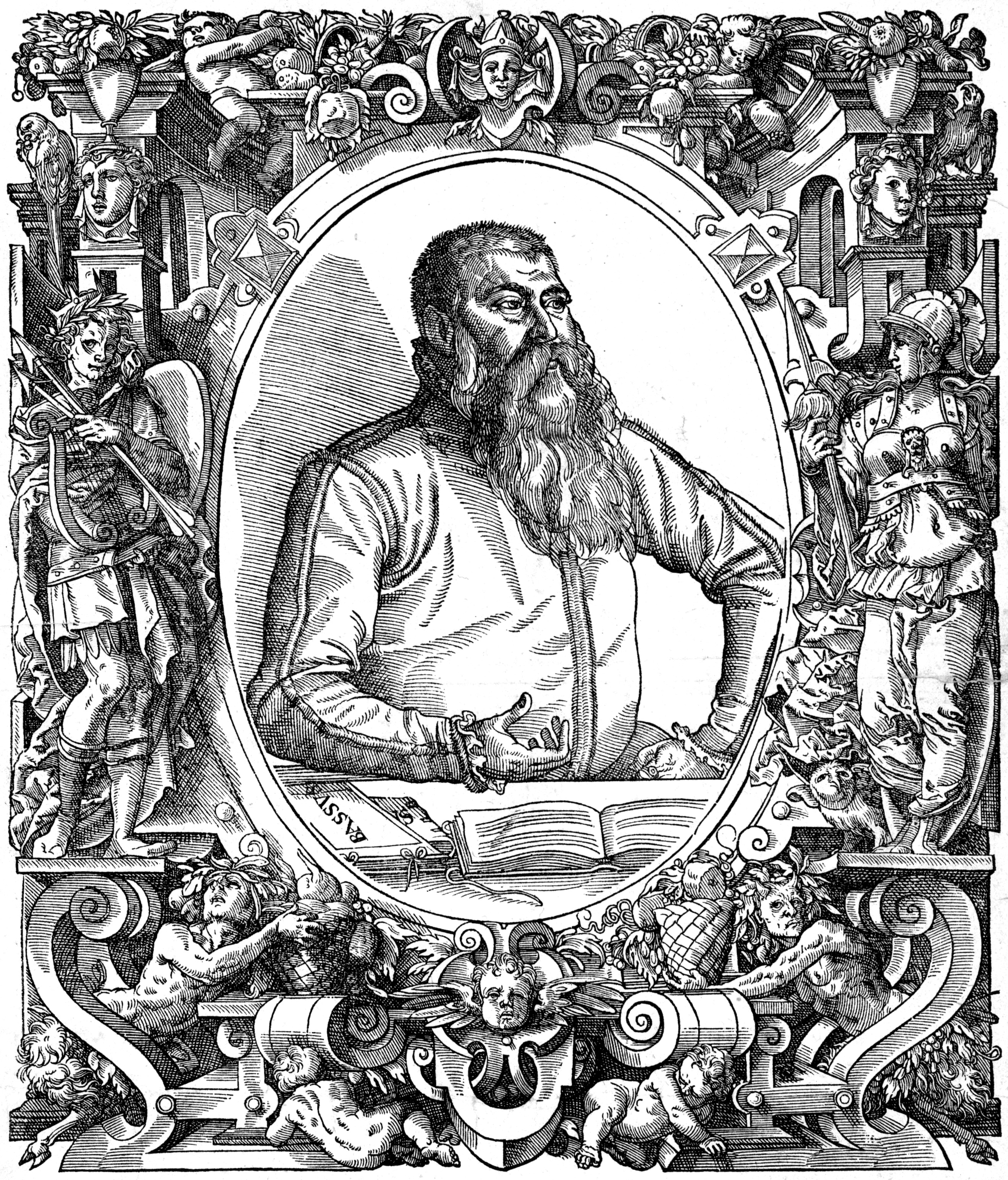
Bernhard Schmid, 1571

Bernhard Schmid, auch Bernhard Schmid der Ältere oder latinisiert Bernhard Fabricius (* 1535 wahrscheinlich in Straßburg; † Ende 1592 ebenda) war ein elsässischer Komponist, Organist und Musikherausgeber der Renaissance.

## Leben und Wirken
Der Vater von Bernhard Schmid, ebenfalls mit Vornamen Bernhard, stammte aus dem elsässischen Maursmünster oder aus Lochweiler; er war in Straßburg als Verwalter an verschiedenen kirchlichen Einrichtungen tätig, auch an Erziehungsanstalten. Die Mutter, eine geborene Prisca Wolfenkinder, war eine Straßburger Bürgerin. Es wird angenommen, dass Bernhard Schmid der Ältere seine musikalische Ausbildung in Straßburg erhielt. In jüngeren Jahren machte er einzelne Reisen, jedoch sind deren Ziele nicht überliefert. Am 31. Oktober 1552 heiratete er Catharina Klein; aus der Ehe gingen mindestens fünf Kinder hervor. Im Jahr 1562 wurde er zum Organisten sowohl an der Thomaskirche wie am Straßburger Münster ernannt. Überliefert ist für das Jahr 1578 eine Reise mit zwei anderen Organisten nach Ulm, wo er am Münster die Überprüfung der Orgel durchführte.
Bernhard Schmid scheint fast sein ganzes Leben in Straßburg verbracht zu haben. 1592 verließ er die Positionen am Münster und an der Thomaskirche und übergab diese Stellen an seinen Sohn Bernhard Schmid den Jüngeren; er selbst übernahm die Organistenstelle an der Straßburger Kirche Saint-Pierre-le-Jeune (St. Peter der Jüngere). Dieses Amt versah er nur wenige Monate und ist noch vor Jahresende 1592 verstorben.

## Bedeutung
Bernhard Schmid der Ältere ist der Herausgeber eines Buchs mit Tabulaturen mit einem Titel, der für sich beansprucht, dass der Inhalt Musik für alle Arten von Tasteninstrumenten umfasst. Diese Sammlung gilt als eine der wichtigsten frühen deutschen Tabulaturdrucke nach den Werken von Arnolt Schlick und Elias Nikolaus Ammerbach. Das erste Buch beinhaltet 20 lateinische Motetten, davon 18 von Orlando di Lasso und je eine von Thomas Crécquillon und Jean Richafort in der Schreibweise der neuen deutschen Tabulatur. Das zweite enthält 28 geistliche und weltliche Gesänge auf deutsche, französische und italienische Texte; hier sind die Komponisten Orlando di Lasso, Crécquillon, Stephan Zirler, Rogier Pathie (um 1510 – nach 1565), Jacobus Clemens non Papa, Jakob Arcadelt, Jacquet de Berchem, Alfonso Ferrabosco der Ältere, Robert Godard (aktiv in Paris 1536–1559), Cipriano de Rore und Jakob Meiland vertreten. Außerdem enthält das zweite Buch fünf Passamezzi und dreizehn kurze Tänze. Schmid kann als einer der besten Koloristen seiner Zeit gelten. Die in seinen Büchern enthaltenen Stücken geben mit den angewandten Verzierungen den damaligen musikalischen Geschmack wieder und stellen in diesem Aspekt den Ausgangspunkt der deutschen Barockmusik für Tasteninstrumente dar.
Bernhard Schmid war auch schriftstellerisch tätig. Zu seiner Zeit war eine Erzählung besonders bekannt, in der ein festliches Freischießen vom 15. Mai 1590 geschildert wird. Er ist möglicherweise auch der Verfasser eines epischen Gedichts über Petrus von Stauffenberg.

## Werke
- Zwey Bücher Einer neuen kunstlichen Tabulatur auff Orgel und Instrument. Deren das Erste außerlesne Moteten und Stuck zu sechs, fünff und vier Stimmen […]. Das ander Allerley schöne Teutsche, Italienische, Frantzösische, Geistliche und Weltliche Lieder, mit fünff und vier Stimmen, Passamezzo, Galliardo vnd Täntze in sich begreifft, Straßburg 1577.

### Ausgabe
- Bernhard Schmid der Ältere: Zwey Bücher Einer neuen kunstlichen Tabulatur auff Orgel und Instrument. […], hrsg. von Clyde William Young, 2 Bände (Faksimile und Übertragung), Frankfurt am Main 1977 (= Das Erbe deutscher Musik Nr. 97 und 98).